# Ipotesi Rolland
L'ipotesi Rolland, proposta da Philippe Rolland in varie opere, è una ipotesi di composizione dei vangeli canonici.

## La nascita nella comprensione odierna

### Lettura tradizionale dei Vangeli
All'incirca fino al Concilio Vaticano II l'insegnamento cattolico leggeva i Vangeli in maniera molto semplice, accettando la versione tradizionale: gli autori dei Vangeli hanno messo per iscritto la predicazione di Gesù; due di essi, Matteo e Giovanni, apostoli di Gesù, lo hanno fatto servendosi della propria memoria; gli altri due, Marco, discepolo di Pietro, e Luca, discepolo di Paolo, attingendo, più o meno direttamente, ai ricordi di un apostolo. I quattro evangelisti sono semplicemente gli autori umani dei Vangeli.
Esisteva però il problema delle divergenze tra i testi greci dei Vangeli; ad esempio, tutti gli evangelisti parlano della scoperta della tomba vuota il mattino di Pasqua, ma Luca e Giovanni parlano di due angeli nella tomba di Gesù, mentre Matteo e Marco raccontano di uno solo.
Per molto tempo si è sempre cercato di mostrare il sostanziale accordo tra i Vangeli: si è tentato di concordare le varie versioni tra loro, armonizzando i dati dei quattro Vangeli, e mostrando che le differenze non implicano errori. Riguardo all'esempio degli angeli, una spiegazione avrebbe potuto essere la seguente: c'era inizialmente un solo angelo, come riportano Matteo e Marco, dopodiché se ne è aggiunto un altro, e a ciò fanno riferimento Luca e Giovanni.
Un principio dogmatico sta alla base di questa lettura: se i Vangeli sono parola di Dio, cioè se Dio ne è l'autore, allora essi non possono essere sbagliati, e tutte le diversità possono essere spiegate e ricondotte a un'unica versione storica dei fatti.

### Una prospettiva insufficiente
Questo approccio è stato criticato da diversi studiosi protestanti già dal XVIII secolo. Tra gli studiosi cattolici il problema è stato praticamente rifiutato fino all'inizio del XX secolo. Negli anni precedenti al Concilio Vaticano II, invece, lo si è studiato appassionatamente, e la Dei Verbum, il documento del Concilio sulla Sacra Scrittura, ne recepisce le istanze principali.

### Una nuova ipotesi: quella linguistica
Da diversi anni, un gruppo di biblisti spagnoli della cosiddetta scuola esegetica di Madrid conduce uno studio esegetico dei Vangeli basandosi sull'ipotesi, secondo la quale la redazione originaria dei Vangeli non è quella in lingua greca che si è conservata. Questa sarebbe la traduzione di un testo originale in lingua aramaica, che era la lingua comunemente parlata nell'area palestinese al tempo di Gesù. Tali esegeti si sono proposti di studiare le ambiguità e le apparenti contraddizioni che si presentano nel testo greco dei Vangeli e sostengono che derivino da cattive traduzioni dall'aramaico.

### Vangeli sinottici
Anzitutto una constatazione: i primi tre vangeli, Matteo, Marco e Luca, sono molto simili tra di loro, mentre Giovanni è diverso.
- lo stile dei primi tre vangeli è in genere molto immediato, quello di Giovanni sembra più artificiale;
- Giovanni riporta pochi episodi, molto sviluppati, gli altri vangeli tantissimi episodi, spesso appena abbozzati;
- in particolare, Giovanni non riporta l'istituzione dell'Eucaristia.

Fin dall'antichità cristiana si è preso atto di tale situazione. Secondo Vittorio Messori  “le prime obiezioni sulle discordanze evangeliche spuntano verso la metà del secondo secolo (nel 150 un anonimo scriveva in Siria il cosiddetto vangelo di Pietro che la chiesa ha rifiutato come apocrifo. Era un tentativo di mettere d'accordo i quattro vangeli, eliminando le imbarazzanti discordanze tra l'uno e l'altro), negli anni oscuri della chiesa, quando la tradizione su Gesù stava appena consolidandosi definitivamente. Perché, di fronte a quelle obiezioni, discordanze e mancate coincidenze dei quattro vangeli che la chiesa sceglie proprio in quegli anni come i soli ufficiali tra molti concorrenti non sono prontamente appianate? C'era ancora tempo e possibilità. L'ipotesi più plausibile è quella di una comunità primitiva obbligata ad accettare quei quattro testi. E quelli soltanto, anche se imbarazzanti e scomodi. Un obbligo che poteva discendere solo dalla convinzione motivata che in quei testi erano conservati i ricordi dei testimoni più attendibili. Sono cioè proprio le varianti nei quattro racconti ufficiali su Gesù che fanno pensare che all'origine ci sia una storia realmente accaduta, per ricostruire la quale occorreva cercare e difendere le testimonianze più attendibili, quelle che si avvicinavano ai fatti con la maggiore approssimazione. E quelle testimonianze erano evidentemente considerate intoccabili." Notando che i primi tre vangeli potrebbero essere letti simultaneamente con un colpo d'occhio, è stato usato per essi il termine di vangeli sinottici, da syn-opsis, che in greco significa visione insieme.
Analizzandoli con la lente della critica letteraria, nei vangeli sinottici si possono notare i seguenti fenomeni:

#### Distribuzione del materiale tra i sinottici
La similitudine dei sinottici non è perfetta, e non tutti riportano esattamente gli stessi episodi; ci sono elementi degni di nota.
Esiste anzitutto materiale comune ai tre sinottici; esso costituisce un vangelo in miniatura: comprende tutti gli elementi importanti ed essenziali dell'annuncio cristiano. Spesso vi si trovano elementi linguistici ed espressivi tipici dell'ebraico.
Il rimanente materiale comprende elementi accessori, ed è presente in maniera diversificata nei vangeli:
- il materiale comune ai soli Matteo e Luca consiste in discorsi pronunciati da Gesù, non in racconti di avvenimenti;
- altro materiale è comune a Matteo e a Marco;

Infine, ognuno dei tre sinottici ha materiale che gli è proprio.

#### Concordanze
I parallelismi tra i sinottici si possono riassumere come segue:
1. C'è similitudine anzitutto nella disposizione degli episodi. Moltissimi di essi corrono paralleli nei tre vangeli. C'è uno schema comune:
  - inizio con Giovanni Battista e predicazione di Gesù in Galilea;
  - viaggio a Gerusalemme;
  - ministero in Gerusalemme;
  - morte e risurrezione.

Inoltre in ognuna di queste sezioni la sequenza degli episodi è a sua volta parallela.
1. Molti episodi sono raccontati in maniera molto simile, a volte quasi identica. Persino le espressioni verbali sono spesso identiche.
2. Analizzando più dettagliatamente, si nota:
  - Ci sono concordanze di espressioni inaspettate: certe notazioni, certe parentesi, capitano esattamente allo stesso punto del racconto, anche se a volte sembrano stridere con il contesto della narrazione.
  - Vari racconti presentano la stessa struttura a livello di elementi narrativi, anche se il fatto narrato è diverso. Ad esempio, molti miracoli sono raccontati in maniera praticamente uguale.
  - Le citazioni dell'Antico Testamento sono spesso uguali tra loro, ma diverse dalle traduzioni greche antiche della Bibbia ebraica.
  - A volte, le parole sono identiche nei diversi vangeli, ma hanno cambiato posto, senso, situazione, funzione.

## Da Gesù ai Vangeli
Vediamo dunque qual è stato il processo che, secondo questa ipotesi, ha generato i vangeli di cui siamo oggi in possesso, e che i cristiani venerano come Parola di Dio.

### La predicazione di Gesù
Gesù ha predicato, ed ha scelto e formato dei discepoli. Essi hanno ascoltato per tre anni la sua parola, una parola che doveva avere canoni di ripetitività: predicando nei villaggi, nelle sinagoghe, Gesù si trovava di fronte un uditorio sempre diverso, al quale proponeva lo stesso identico messaggio; ciò vale sicuramente se consideriamo archi di tempo limitati. Insegnamenti diversi possono essere stati forniti in fasi diverse del suo ministero. Inoltre, Gesù ha dedicato una parte del suo ministero pubblico alla formazione più specifica del gruppo ristretto dei dodici, evitando di proposito le folle.
Questo carattere di ripetitività è in linea con il modo di insegnare del tempo. I rabbini usavano ripetere molte volte le loro lezioni, affinché si imprimessero nella memoria dei discepoli; la tradizione ebraica contiene molte sentenze del tipo: "Rabbi Moshe disse che Rabbi Joshua disse che Rabbi Avrom disse che le parole di Dio al Sinai significano...".
L'esigenza di insegnare a memoria nasce dal fatto che la scrittura era impraticabile in condizioni normali; mentre solo alcuni sapevano leggere, pochissimi sapevano scrivere, ed erano i cosiddetti scribi. Si scriveva su tavolette o su fogli di papiro. In entrambi i casi scrivere era un procedimento estremamente laborioso, che non poteva essere usato nella vita quotidiana e nel rapporto maestro-discepoli.

### La predicazione della Chiesa
Il gruppo degli apostoli, dopo la Pasqua di Gesù, ha iniziato ad annunciare a Gerusalemme la sua risurrezione e la sua dignità messianica. La primitiva comunità cristiana annuncia oralmente la buona notizia di Gesù messia.
È un annuncio dal contenuto essenziale: lo troviamo ripetutamente nelle "prediche" di Pietro e Paolo che sono riportate negli Atti degli Apostoli (vedi, ad esempio, Atti 10,37-43). Tali prediche sono un autentico vangelo in miniatura, sullo stesso schema che ritroviamo nei vangeli sinottici: si parla del battesimo di Giovanni, poi qualche accenno alla predicazione di Gesù in Galilea e ai suoi miracoli, il viaggio a Gerusalemme, la condanna alla morte di croce e la resurrezione.
Gli apostoli, dunque, raccontavano a voce gli episodi di cui erano stati testimoni durante la loro vita con Gesù e ripetevano, a chi non l'aveva conosciuto, le sue parole e i suoi insegnamenti.
Lentamente i ricordi ed i racconti su Gesù assunsero una forma ben precisa, che si conservava nel processo seguente di trasmissione. I detti e i fatti di Gesù, ricordati e riproposti dalla predicazione apostolica, si sono fissati ben presto in una forma determinata. Sono stati insegnati e ripetuti molte volte, spesso senza contesto e con collegamenti vari tra le unità elementari. Così anche i racconti degli avvenimenti principali della sua vita hanno presto preso forma e si sono tramandati in modo costante e fedele.
Bisogna notare che la comunità non crea il contenuto della predicazione, ma ne elabora la forma letteraria attraverso la quale trasmette il messaggio su Gesù. L'annuncio cristiano antico, infatti, non era lasciato alla libera iniziativa dei singoli, ma strettamente controllato dalla comunità apostolica di Gerusalemme; aveva un rigido carattere di tradizione che passava fedelmente da persona a persona e si basava sulla autorevolezza dei testimoni oculari.

### La stesura per iscritto della predicazione
Gli insegnamenti apostolici su Gesù non rimasero puro insegnamento orale, ma presto, anche se gradualmente, furono messi per iscritto.

#### Le composizioni letterarie pre-evangeliche
Come sono nate, e perché, le prime composizioni letterarie basate sulla predicazione della chiesa?

##### I motivi per cui si è iniziato a scrivere
Il motivo va cercato nelle tre esigenze delle prime comunità:
- la celebrazione della liturgia: per celebrare occorrono testi da leggere;
- la catechesi, la formazione dei credenti: i catechisti avevano bisogno di testi di riferimento sui quali basare il proprio insegnamento;
- l'attività missionaria di annuncio ai non credenti, per la quale era necessario avere tra le mani perlomeno dei promemoria contenenti gli insegnamenti e le parole significative dette da Gesù.

Per svolgere queste fondamentali funzioni la comunità degli apostoli ha ricordato le parole di Gesù ed ha raccontato gli episodi della sua vita.
Altri elementi determinanti per la nascita letteraria degli episodi evangelici sono i bisogni pratici delle comunità. Sono anch'essi essenzialmente tre:
- la determinazione del comportamento pratico dei cristiani nell'incontro con culture e stili di vita diversi;
- la difesa contro accuse, calunnie e fraintendimenti, a cui le comunità erano soggette, sia da parte ebraica che pagana;
- il ricordo affettuoso e gratuito dell'"amico" Gesù.

Per rispondere a tali esigenze occorrevano racconti già elaborati o la composizione (non l'invenzione!) di nuovi racconti, attingendo alla memoria e alla testimonianza degli apostoli.

##### La guida dello Spirito
Questo lavoro letterario, che ha visto impegnate molte persone per diversi anni, per i credenti non è stato solo frutto dell'attività umana: essi sono certi del fatto che gli apostoli e gli uomini della loro cerchia hanno collaborato con lo Spirito di Dio, e lo Spirito li ha guidati al ricordo e alla comprensione di quanto Gesù aveva fatto e detto, secondo la parola di Gesù:
Queste cose vi ho detto quando ero ancora tra voi. Ma il Paraclito (=Consolatore), lo Spirito Santo che il Padre manderà nel mio nome, egli v'insegnerà ogni cosa e vi ricorderà tutto ciò che io vi ho detto (Giovanni 14,25-26).
Diverse confessioni cristiane ritengono che dopo la risurrezione di Gesù e il dono dello Spirito, gli apostoli hanno capito molto di più che durante il tempo in cui erano vissuti con lui. La loro predicazione è illuminata da questa nuova e più profonda comprensione. Il loro insegnamento, quindi, non è un semplice resoconto di cronaca, ma offre anche l'interpretazione dei fatti, e per i credenti questa interpretazione è quella corretta perché guidata dallo Spirito Santo.

#### I primi testi scritti
Concretamente, i primi racconti a nascere come testi scritti furono i racconti della passione. Dovettero nascere presto anche raccolte di parabole, e anche collezioni di miracoli.
Capire come da questi testi iniziali, molto semplici e brevi, si sia arrivati ai Vangeli odierni non è stato facile. Gli studiosi ancora discutono.
Tuttavia si può abbozzare una storia dei Vangeli, che tenga conto di tutti i dati che emergono dal confronto tra i Vangeli che abbiamo oggi tra le mani, e che tenga presente anche altri dati che il Nuovo Testamento ci fornisce.
Nell'ipotesi presentata da Philippe Rolland nel 1984 si ipotizzano almeno quattro testi antecedenti ai vangeli, sui quali gli evangelisti si sono basati per redigere i vangeli canonici.

##### Il «Vangelo dei dodici» (Gerusalemme)
In una fase molto arcaica, prima dell'anno 36 (anno della persecuzione ad opera di Saulo), viene composta questa prima raccolta di materiale evangelico. Essa nasce nella comunità di Gerusalemme, con il diretto contributo degli apostoli. È scritta in lingua ebraica, la lingua liturgica e scolastica (la lingua parlata era invece l'aramaico).
Comprende probabilmente tutti quei testi che oggi compaiono in tutti i tre sinottici.

##### Il «Vangelo ellenista» (Antiochia)
Lentamente la comunità di Gerusalemme cominciò ad aprirsi. Gli Atti degli Apostoli raccontano che venne presto a crearsi in Gerusalemme una comunità cristiana formata da ebrei di lingua greca, i cosiddetti «ellenisti», e che secondo Atti 6 riceve dagli apostoli dei capi nella persona dei "sette" (l'occasione concreta è un disservizio riscontrato nei confronti delle vedove degli ellenisti). Costoro, verso il 36, furono cacciati da Gerusalemme e portarono l'annuncio nelle regioni della Siria (a nord della Palestina), in Fenicia, e a Cipro. Gli Atti ci informano con precisione sulla nascita della comunità di Antiochia di Siria, formata da persone non di nazionalità ebraica, ma provenienti dal mondo greco (vedi Atti 11,19-24). Quando viene a sapere della nascita e dello sviluppo di tale comunità locale, la comunità madre di Gerusalemme invia Barnaba ad Antiochia, e questi riconosce che in quella comunità agisce realmente lo Spirito di Cristo.
È chiaro che la comunità di Antiochia ebbe ben presto bisogno di documenti riguardo a Gesù per la sua catechesi e la sua liturgia. Il vangelo dei dodici, il testo della chiesa di Gerusalemme, costituiva una fonte normativa, e molto probabilmente fu portato ad Antiochia da Barnaba, come segno di comunione con il gruppo apostolico.
Ma questo testo doveva necessariamente essere adattato alla situazione specifica della comunità. Allora venne tradotto in greco, ed accresciuto di un gran numero di nuove tradizioni che appartenevano al gruppo dei «Sette», i precedenti capi ellenisti di Gerusalemme dei quali parla Atti 6 (vedi sopra). Queste nuove tradizioni riguardano soprattutto la portata universale del messaggio cristiano e l'esigenza di purità di cuore insegnata da Gesù. In riferimento al materiale dei sinottici, esso rappresenta gli episodi comuni a Matteo e Marco.
Nacque così ad Antiochia di Siria una nuova edizione del Vangelo primitivo, che possiamo chiamare Vangelo ellenista.

##### Il «Vangelo paolino» (Efeso/Filippi)
Tra i protagonisti della chiesa di Gerusalemme noi conosciamo varie figure, significative agli effetti della nascita dei vangeli: Barnaba è colui che realizza il contatto tra la chiesa madre e la comunità di Antiochia; invece Sila, divenuto collaboratore di Paolo nel suo secondo viaggio missionario in Asia Minore e in Grecia, è probabilmente colui che ha portato il Vangelo dei dodici nelle nuove comunità fondate da Paolo: Filippi, Tessalonica, Corinto.
Anche in questo caso è logico pensare che l'antico testo ebraico sia stato tradotto in greco per l'uso di queste nuove chiese e sia stato arricchito con un certo numero di tradizioni orali, utilizzate da Paolo e dal suo gruppo nella predicazione. Sono tradizioni il cui argomento è vicino ai temi testimoniati nelle lettere di Paolo.
Dunque, a Filippi o a Efeso venne pubblicata una nuova edizione del Vangelo, che si può definire vangelo paolino, probabilmente verso gli anni 56-57. In questo testo fu inserito anche il materiale oggi comune a Marco e Luca, poco numeroso ma ricco di affinità con la personalità e l'insegnamento di Paolo.
Il vangelo ellenista e il vangelo paolino sono state le fonti principali dei tre sinottici: quello ellenista per Matteo, quello paolino per Luca; tutti e due i vangeli ellenista e paolino sono stati inoltre fusi insieme da Marco, desideroso di conservare la ricchezza di entrambi.

##### Il «Vangelo dei timorati di Dio» (Cesarea)
Mancano ancora all'appello i 240 versetti comuni a Matteo e Luca, ma ignorati da Marco. Sono quei discorsi che già avevamo notato, parole di Gesù senza un contesto narrativo. In realtà c'è un episodio narrativo, ed è quello del centurione (pagano) di Cafarnao, al quale Gesù guarisce il servo (Matteo 8,5-13; Luca 7,1-10).
Tale racconto è letterariamente simile a quello del centurione Cornelio di Cesarea (At 10,1-48), la cui conversione, con l'accoglienza della sua famiglia romano-pagana nella comunità, fu un evento nuovo e sensazionale, che determinò il cambiamento dell'azione pastorale della chiesa di Gerusalemme. A Cesarea marittima si costituì, alla fine degli anni 30, una comunità cristiana formata da ex-pagani, già simpatizzanti del giudaismo e chiamati, nell'ambiente ebraico, «timorati di Dio». È facile pensare che per queste persone sia stata approntata una catechesi adatta che non si poteva trovare nel Vangelo dei dodici.
Gli Atti collegano Cesarea alla figura del "diacono" ellenista Filippo. Possiamo immaginare che questo collaboratore degli apostoli, prendendosi cura della comunità di Cesarea, negli anni 40, abbia raccolto, traducendoli in greco, molti insegnamenti di Gesù in un testo catechistico che possiamo chiamare vangelo dei timorati di Dio. A questa fonte hanno attinto Matteo e Luca, ma non Marco.
Questo Vangelo costituirebbe la Fonte Q descritta da altre teorie.

#### La redazione finale dei Vangeli sinottici
Dopo le fasi della predicazione orale, della formazione letteraria dei vari episodi, dell'elaborazione dei primi documenti scritti, la fase successiva, è quella decisiva e definitiva: vengono scritti e fissati i tre Vangeli sinottici, che la Chiesa riconoscerà e tramanderà senza più toccarli.
Questo lavoro è opera di quelle persone che la tradizione antica identifica con Matteo, Marco e Luca. Costoro hanno compiuto un prezioso lavoro di redazione dell'antico materiale tramandato in vario modo, e, da autentici autori, hanno composto le loro opere letterarie con un taglio personale.
Vediamo dunque in sintesi di ricostruire l'operato di ogni singolo evangelista come redattore finale del suo Vangelo.

##### Marco
Marco fonde due testi paralleli, il vangelo ellenista e il vangelo paolino. Secondo l'antica tradizione, era discepolo di Pietro e scrisse il suo vangelo a Roma. Qui erano arrivati, rispettivamente da Antiochia e dalle comunità greche, i due Vangeli che avevano tradotto e adattato l'antico Vangelo dei dodici.
Il compito di Marco fu, dunque, quello di comporre in unità quei due Vangeli paralleli e simili. Tale lavoro lasciò come impronta significativa un fenomeno di dualità che caratterizza Marco: infatti, dove Matteo e Luca presentano delle semplici lezioni equivalenti, Marco utilizza un'espressione doppia, combinando insieme i testi di Matteo e Luca. Un esempio soltanto sui molti casi totali, che sono più di cento:
- Matteo 8,16[9]: «Venuta la sera, gli portarono molti indemoniati ed egli scacciò gli spiriti con la sua parola e guarì tutti i malati».
- Luca 4,40[10]: «Al tramonto del sole, tutti quelli che avevano infermi colpiti da mali di ogni genere li condussero a lui. Ed egli, imponendo su ciascuno le mani, li guariva».
- Marco 1,32[11]: «Venuta la sera, dopo il tramonto del sole, gli portavano tutti i malati e gli indemoniati».

Tuttavia Marco non si è comportato come un semplice compilatore, ma come un vero autore e narratore che dà vivacità e profondità al suo scritto. Moltissimi piccoli particolari sono frutto di questa sua originale redazione. Tipici della penna di Marco sono gli sguardi di Gesù verso coloro che gli stanno attorno (ad esempio Marco 3,5).

##### Matteo
Matteo ha usato come fonte principale e testo base il vangelo ellenista: in esso ha inserito i discorsi che ha tratto dal vangelo dei timorati di Dio, ma raggruppandoli e fondendoli in modo originale, secondo propri criteri compositivi. Inoltre ha aggiunto altri brani che gli sono esclusivi, traendoli dai propri ricordi, dalle tradizioni orali o forse anche da altre fonti scritte che non possiamo ricostruire.
Secondo l'antica tradizione, questo vangelo ha visto la luce nelle regioni della Siria, probabilmente nella comunità di Antiochia.
Inoltre Matteo presenta uno stadio evoluto del pensiero cristiano; conosce per certa la caduta di Gerusalemme dell'anno 70; si pone in netto e forte contrasto con il gruppo farisaico integrista che, dopo la fine del Tempio, aveva assunto la guida del superstite mondo giudaico.
L'autore, insieme alla sua comunità, si sente un rabbino cristiano, uno «scriba divenuto discepolo del Regno dei cieli» (cf Matteo 13,52).

##### Luca
Luca stesso ci dice, nel prologo del suo vangelo, il criterio che ha seguito per la redazione:
Poiché molti han posto mano a stendere un racconto degli avvenimenti successi tra di noi, come ce li hanno trasmessi coloro che ne furono testimoni fin da principio e divennero ministri della parola, così ho deciso anch'io di fare ricerche accurate su ogni circostanza fin dagli inizi e di scriverne per te un resoconto ordinato, illustre Teofilo, perché ti possa rendere conto della solidità degli insegnamenti che hai ricevuto (Luca 1,1-4).
Ne vengono fuori importanti informazioni:
- i testimoni iniziali hanno trasmesso notizia degli eventi;
- Luca sa che molti hanno lavorato a scrivere queste tradizioni;
- egli ha tenuto conto di questi scritti, ma ugualmente ha fatto una ricerca personale, raccogliendo anche tradizioni non scritte;
- ha voluto comporre un racconto ordinato.

Sembra dunque che Luca abbia sviluppato il vangelo paolino (Luca segue Paolo nelle varie peregrinazioni), integrandolo con i dati del vangelo dei timorati di Dio, conosciuto probabilmente a Cesarea durante la prigionia di Paolo degli anni 58-60. A differenza di Matteo, Luca conserva l'ordine primitivo che trova in questa seconda fonte, e ne riporta il materiale in due blocchi che inserisce nel corpo del vangelo paolino. Inoltre, Luca ha completato queste fonti con molto altro materiale che gli è proprio, avendolo conosciuto grazie alle ricerche effettuate.
La tradizione colloca l'origine del vangelo di Luca nelle regioni greche.
Luca è anche autore degli Atti degli apostoli, e quest'opera è successiva al Vangelo. Il fatto che gli Atti si interrompano con gli eventi dell'anno 62, fa pensare che è intorno a questa data che si può collocare la redazione del Vangelo di Luca.

### Schema riassuntivo
In definitiva, la storia dei vangeli può essere riassunta con questo schema:

### Il Vangelo secondo Giovanni
Un discorso a parte bisogna fare per il quarto Vangelo. Questo scritto attribuito all'apostolo Giovanni si distingue chiaramente dai sinottici. È un'opera unitaria dal punto di vista linguistico e stilistico, ma con diversi "fatti strani".

#### Una gestazione lunga
Ormai siamo in grado di capire, perché il ragionamento è lo stesso di quello usato per i sinottici, che dietro al quarto Vangelo c'è una storia di composizione.
Anzitutto alcune osservazioni generali.
La gestazione dell'opera dura circa 60 anni, attraverso un lungo e complesso lavoro di stesura e revisione. In questi anni avviene una maturazione della visione teologica in seno alla comunità. Tale maturazione riguarda la riflessione sulla vita di Gesù, la comprensione dei segni liturgici, ma anche il senso della storia, in relazione alla caduta di Gerusalemme (sottomessa nel 70 d.C. dai romani) e all'inizio delle persecuzioni. I discorsi presenti nel Vangelo secondo Giovanni sono il frutto di teologia, di letteratura e di meditazione; il testo ha un valore anche letterario, pieno come è di richiami, di riprese e di approfondimenti al proprio interno. È un grande tessuto dove diversi fili si incrociano e si intrecciano.
Il Vangelo secondo Giovanni non è un'opera autonoma, perché fa parte di un gruppo di scritti: è infatti strettamente legato alle tre lettere e all'Apocalisse. Per poter spiegare il vangelo bisogna tener conto anche di questi scritti. Essi ci permettono di parlare di un ambiente vitale d'origine che è una comunità con un proprio linguaggio e una particolare mentalità.
Alla luce di questa situazione, la storia del quarto vangelo può essere schematizzata in questi cinque stadi:
1. nella fase della predicazione si costituiscono lentamente le tradizioni evangeliche;
2. il materiale tradizionale assume una forma particolare e viene strutturato in raccolte letterarie;
3. tutto questo molteplice materiale subisce un coordinamento organico, che equivale a una prima edizione:
4. in seguito il testo viene aggiornato tenendo conto delle difficoltà e dei problemi insorti nel frattempo, e si può parlare di una seconda edizione;
5. l'edizione definitiva è curata da un redattore diverso dall'autore, forse dopo la morte dell'apostolo.

Tutto questo avviene nella comunità di Efeso (capitale della provincia romana d'Asia, sulla costa occidentale dell'odierna Turchia). Giovanni poté essere vissuto ad Efeso gli ultimi 20-30 anni della sua vita, verso la fine del secolo. È appunto negli anni 90-100 che viene collocata la stesura definitiva del quarto vangelo.

## Conclusione
A conclusione, possiamo evidenziare alcuni tratti della vita delle comunità cristiane del I secolo. Essi scaturiscono in modo naturale dallo studio che abbiamo fatto sulla storia dei quattro vangeli.

### Comunità dinamiche
Le prime comunità cristiane erano molto più dinamiche di quello che abitualmente pensiamo. In esse vi era una molteplicità di ministeri, per il primo annuncio, per l'insegnamento catechistico, per la liturgia, per la carità.
Tali comunità sono in relazione tra di loro, soprattutto attraverso le figure degli apostoli itineranti: persone ben formate, che dalla propria comunità, per designazione carismatica, vengono inviate in altre città per l'annuncio di Cristo. Attraverso essi si muovono nell'area mediterranea anche testi scritti, che dovevano servire come base per la predicazione e la formazione. Tali testi vengono trasmessi, ricopiati, diffusi.

### Fedeltà alla tradizione
Oltre ai predicatori itineranti è presente un servizio di comunione tra le comunità. Le chiese di antica formazione, soprattutto la comunità madre di Gerusalemme, "sorvegliano" (cioè "seguono come dall'alto": la radice è quella del termine episcopo-vescovo) la vita delle nuove comunità, verificando che venga impartito lo stesso medesimo annuncio.
Questo ministero, documentato nell'invio di Pietro e Giovanni in Samaria (Atti 8,14-17) e di Barnaba ad Antiochia (Atti 11,19-26), ci assicura che il vangelo che viene predicato nelle diverse comunità è lo stesso nelle varie comunità sparse nel mondo allora conosciuto.
Le primitive comunità cristiane non erano raccolte di liberi pensatori, ma comunità ben strutturate, "assidue nell'ascoltare l'insegnamento degli Apostoli e nell'unione fraterna, nella frazione del pane e nelle preghiere" (At 2,42).

### Vangelo e cultura
Nella fedeltà alla tradizione apostolica, l'insegnamento che veniva impartito non era slegato rispetto alla vita concreta delle comunità e rispetto a ciò che succedeva intorno ad esse. Il contatto con le concrete culture ha portato a sviluppare approfondimenti, ampliamenti, specificazioni dell'insegnamento tradizionale.
Questo adattamento della tradizione alle nuove esigenze è un processo che può portare in sé il rischio del tradimento del dato trasmesso.